# Мортон (Илиноис)
Мортон (енгл. Morton) град је у америчкој савезној држави Илиноис.

## Демографија
По попису из 2010. године број становника је 16.267, што је 1.069 (7,0%) становника више него 2000. године.
| Група             | 2000.          | 2010.          |
| Белци             | 14.806 (97,4%) | 15.488 (95,2%) |
| Афроамериканци    | 20 (0,1%)      | 112 (0,7%)     |
| Азијати           | 176 (1,2%)     | 210 (1,3%)     |
| Хиспаноамериканци | 122 (0,8%)     | 271 (1,7%)     |
| Укупно            | 15.198         | 16.267         |